# Cheyenne (Oklahoma)
Cheyenne város az Amerikai Egyesült Államok Oklahoma államában, Roger Mills megyében, melynek megyeszékhelye. Lakosainak száma 771 fő (2020. április 1.).

## Népesség
A település népességének változása:

| 2010 | 801 |
| 2020 | 771 |